# Shericka Jackson
Shericka Jackson (Saint Ann, 16 juli 1994) is een Jamaicaans sprintster. Ze nam tweemaal deel aan de Olympische Spelen en behaalde hierbij vijf olympische medailles, waarvan eenmaal goud. Ze is ook viervoudig wereldkampioene, tweemaal op de 200 m, eenmaal op de 4 × 100 m estafette en eenmaal op de 4 × 400 m estafette.

## Biografie

### Eerste successen
In 2015 nam Jackson deel aan de wereldkampioenschappen in Peking. Net 21 jaar oud was zij toen. In de finale van de 400 m was ze meteen goed voor een bronzen medaille, achter wereldkampioene Allyson Felix en Shaunae Miller. Samen met haar landgenotes Christine Day, Stephenie Ann McPherson en Novlene Williams-Mills liep Jackson naar de wereldtitel op de 4 × 400 m estafette.
Een jaar later maakte Jackson haar olympisch debuut tijdens de OS in Rio de Janeiro. Ook hier was zij op de 400 m goed voor de bronzen medaille achter Felix en Miller, al was de winst dit keer voor Shaunae Miller. In de finale van de 4 × 400 m moesten Stephenie Ann McPherson, Anneisha McLaughlin-Whilby, Novlene Williams-Mills en Jackson de duimen leggen voor het Amerikaanse viertal en tevreden zijn met de zilveren medaille. 

### WK 2019: eenmaal goud en tweemaal brons
In de jaren die volgden veroverde Jackson drie nationale titels, waarna zij op de WK van 2019 goed was voor eveneens drie medailles: eerst liep zij op de 400 m opnieuw naar het brons, waarna ze als slotloopster van het Jamaicaanse viertal (samen met Natalliah Whyte, Shelly-Ann Fraser-Pryce en Jonielle Smith) de wereldtitel behaalde op de 4 × 100 m estafette. Samen met Anastasia Le-Roy, Tiffany James en Stephenie Ann McPherson veroverde zij daarna ook nog de bronzen medaille op de 4 × 400 m.

### Tweemaal brons op OS
Vanaf 2021 begon Jackson zich meer toe te leggen op de 100 en de 200 m. Ze wist zich te kwalificeren voor de uitgestelde Olympische Spelen in Tokio in 2021. In de finale van de 100 m was ze goed voor de bronzen medaille, achter haar landgenotes Elaine Thompson-Herah en Shelly-Ann Fraser-Pryce. Op de 200 m werd zij uitgeschakeld in de reeksen. Samen met Roneisha McGregor, Janieve Russell en Candice McLeod liep Jackson daarna weer wel naar een bronzen medaille in de finale van de 4 × 400 m. 

### WK goud op de 200 m
In 2022 werd Jackson in eigen land dubbelkampioene op de 100 en 200 m, om daarna op de WK van Eugene op het eerste onderdeel in een persoonlijk record naar de zilveren medaille te snellen, gevolgd door de wereldtitel op het tweede onderdeel. Haar tijd van 21,45 s was bovendien goed voor een nationaal en kampioenschapsrecord en tevens de tweede snelste tijd in de geschiedenis van de 200 m bij de vrouwen. Samen met Kemba Nelson, Elaine Thompson-Herah en Shelly-Ann Fraser-Pryce liep Jackson als slotloopster van het Jamaicaanse viertal daarna ook nog eens naar het zilver op de 4 x 100 m. Ten slotte was zij in 2022 ook nog eens eindwinnares op de 200 m in de Diamond League-serie.

### WK-titel op 200 m geprolongeerd
Op de nationale kampioenschappen van 2023 prolongeerde Jackson haar titels op de 100 en 200 m. Op de WK van 2023 in Boedapest deed zij dat daarna op de 200 m ook, in een winnende tijd van 21,41 s. Dit is slechts zeven honderdste seconde boven het wereldrecord. Op de 100 m en de 4 x 100 m veroverde zij het zilver.

## Titels
- Olympisch kampioene 4 x 100 m - 2021
- Wereldkampioene 200 m - 2022, 2023
- Wereldkampioene 4 x 100 m - 2019
- Wereldkampioene 4 x 400 m - 2015
- NACAC-kampioene 100 m - 2022
- NACAC-kampioene 200 m - 2018
- Pan-Amerikaanse Spelen kampioene 200 m - 2019
- Jamaicaans kampioene 100 m - 2022, 2023
- Jamaicaans kampioene 200 m - 2018, 2022, 2023
- Jamaicaans kampioene 400 m - 2017, 2019

## Persoonlijke records
Outdoor
| Onderdeel | Prestatie    | Datum            | Plaats       |
| --------- | ------------ | ---------------- | ------------ |
| 60 m      | 7,23 s       | 5 februari 2022  | Spanish Town |
| 100 m     | 10,71 s      | 10 augustus 2022 | Monaco       |
| 200 m     | 21,41 s (NR) | 25 augustus 2023 | Boedapest    |
| 400 m     | 49,47 s      | 3 oktober 2019   | Doha         |

Indoor
| Onderdeel | Prestatie | Datum         | Plaats   |
| --------- | --------- | ------------- | -------- |
| 60 m      | 7,04 s    | 18 maart 2022 | Belgrado |

## Palmares

### 60 m
- 2022: 6e WK indoor - 7,04 s

### 100 m
- 2021:  OS - 10,76 s
- 2022:  WK - 10,73 s
- 2022:  NACAC - 10,83 s
- 2023:  WK - 10,72 s

Diamond League-podiumplaatsen
- 2021:  Prefontaine Classic - 10,76 s
- 2021:  Athletissima - 10,92 s
- 2021:  Meeting de Paris - 10,97 s
- 2022:  British Grand Prix - 11,12 s
- 2022:  Prefontaine Classic - 10,92 s
- 2022:  Herculis - 10,71 s
- 2022:  Athletissima - 10,88 s
- 2022:  Memorial Van Damme - 10,73 s
- 2022:  Weltklasse Zürich - 10,81 s

### 200 m
- 2018:  Gemenebestspelen - 22,18 s
- 2018:  NACAC - 22,64 s
- 2021: 4e in series OS - 23,26 s
- 2022:  WK - 21,45 s
- 2023:  WK - 21,41 s

Diamond League-podiumplaatsen
- 2018:  Diamond League Shanghai - 22,36 s
- 2018:  Meeting de Paris - 22,05 s
- 2018:  Athletissima - 22,84 s
- 2018:  London Müller Anniversary Games - 22,22 s
- 2021:  BAUHAUS-galan - 22,10 s
- 2021:  Memorial Van Damme - 21,95 s
- 2021:  Weltklasse Zürich - 21,81 s
- 2022:  Golden Gala - 21,91 s
- 2022:  Kamila Skolimowska Memorial - 21,84 s
- 2022:  Weltklasse Zürich - 21,80 s
- 2022:  Eindzege Diamond League

### 400 m
- 2015:  WK - 49,99 s
- 2016:  OS - 49,85 s
- 2017: 5e WK - 50,76 s
- 2019:  Pan-Amerikaanse Spelen - 50,73 s
- 2019:  WK - 49,47 s

Diamond League-podiumplaatsen
- 2017:  Meeting de Paris - 51,91 s
- 2019:  Golden Gala - 51,05 s
- 2019:  Müller Anniversary Games - 50,69 s

### 4 x 100 m
- 2018:  NACAC - 43,33 s
- 2019:  WK - 41,44 s
- 2021:  OS - 41,02 s
- 2022:  WK - 41,18 s
- 2023:  WK - 41,21 s

### 4 x 200 m
- 2017:  World Athletics Relays - 1.29,04
- 2019:  World Athletics Relays - 1.33,21

### 4 x 400 m
- 2014:  World Athletics Relays - 3.32,26
- 2015:  WK - 3.19,13
- 2016:  OS - 3.20,34
- 2017: DNF in series WK
- 2019:  WK - 3.22,37
- 2021:  OS - 3.21,24

1928: Rosenfeld, Smith, Bell, Cook ·
1932: Carew, Furtsch, Rogers, Von Bremen ·
1936: Bland, Rogers, Robinson, Stephens ·
1948: Stad-de Jong, Witziers-Timmer, van der Kade-Koudijs, Blankers-Koen ·
1952: Faggs, Jones, Moreau, Hardy ·
1956: Strickland, Croker, Mellor, Cuthbert ·
1960: Hudson, Williams, Jones, Rudolph ·
1964: Ciepły, Kirszenstein, Górecka, Kłobukowska ·
1968: Ferrell, Bailes, Netter, Tyus ·
1972: Krause, Mickler-Becker, Richter, Rosendahl ·
1976: Oelsner, Stecher, Bodendorf, Eckert ·
1980: Müller, Wöckel, Auerswald, Göhr ·
1984: Brown, Bolden, Cheeseborough, Ashford ·
1988: Brown, Echols, Griffith-Joyner, Ashford ·
1992: Ashford, Jones, Guidry, Torrence ·
1996: Devers, Miller, Gaines, Torrence ·
2000: Fynes, Sturrup, Davis, Ferguson ·
2004: Lawrence, Simpson, Bailey, Campbell ·
2008: Borlée, Mariën, Ouédraogo, Gevaert ·
2012: Madison, Felix, Knight, Jeter ·
2016: Madison, Felix, Gardner, Bowie ·
2020: Williams, Thompson-Herah, Fraser-Pryce, Jackson ·
2024: Jefferson, Terry, Thomas, Richardson
1983 Marita Koch ·
1987 Silke Gladisch ·
1991 Katrin Krabbe ·
1993 Merlene Ottey ·
1995 Merlene Ottey ·
1997 Zjanna Block ·
1999 Inger Miller ·
2001 Debbie Ferguson ·
2003 Anastasia Kapatsjinskaja ·
2005 Allyson Felix ·
2007 Allyson Felix ·
2009 Allyson Felix ·
2011 Veronica Campbell-Brown ·
2013 Shelly-Ann Fraser-Pryce ·
2015 Dafne Schippers ·
2017 Dafne Schippers ·
2019 Dina Asher-Smith ·
2022 Shericka Jackson ·
2023 Shericka Jackson
1983 Gladisch, Koch, Auerswald, Göhr · 
1987 Brown, Williams, Griffith-Joyner, Marshall · 
1991 Duhaney, Cuthbert, McDonald, Ottey · 
1993 Bogoslovskaja, Maltsjoegina, Voronova, Privalova · 
1995 Mondie-Milner, Guidry-White, Gaines, Torrence · 
1997 Gaines, Jones, Miller, Devers · 
1999 Fynes, Sturrup, Davis-Thompson, Ferguson · 
2001 Paschke, G. Rockmeier, B. Rockmeier, Wagner · 
2003 Girard, Hurtis-Houairi, Félix, Arron · 
2005 Daigle, Lee, Barber, Williams · 
2007 Williams, Felix, Barber, Edwards · 
2009 Facey, Fraser, Bailey, Stewart · 
2011 Knight, Felix, Myers, Jeter · 
2013 Russell, Stewart, Calvert, Fraser-Pryce · 
2015 Campbell-Brown, Morrison, Thompson, Fraser-Pryce · 
2017 Brown, Felix, Akinosun, Bowie · 
2019 Whyte, Fraser-Pryce, Smith, Jackson · 
2022 Jefferson, Steiner, Prandini, Terry · 
2023 Davis, Terry, Thomas, Richardson
1983: Walther, Busch, Koch, Rübsam ·
1987: Neubauer, Emmelmann, Schersing, Busch ·
1991: Ledovskaja, Dzjigalova, Nazarova, Bryzgina ·
1993: Torrence, Malone-Wallace, Kaiser-Brown, Miles-Clark ·
1995: Graham, Stevens, Jones, Miles-Clark ·
1997: Feller, Rohländer, Rücker, Breuer ·
1999: Tsjebykina, Gontsjarenko, Kotljarova, Nazarova ·
2001: Richards, Scott, Parris, Fenton ·
2003: Barber, Washington, Richards, Miles-Clark ·
2005: Petsjonkina, Krasnomovets, Antjoech, Pospelova ·
2007: Trotter, Felix, Wineberg, Richards ·
2009: Dunn, Felix, Demus, Richards ·
2011: Richards-Ross, Felix, Beard, McCorory ·
2013: Goesjtsjina, Firova, Ryzjova, Krivosjapka ·
2015: Day, Jackson, McPherson, Williams-Mills ·
2017: Hayes, Felix, Wimbley, Francis ·
2019: Francis, McLaughlin, Muhammad, Jonathas ·
2022: Diggs, Steiner, Wilson, McLaughlin ·
2023: Saalberg, Klaver, Peeters, Bol